# Reinøya (Sør-Varanger)
Reinøya (Noord-Samisch: Ođag) is een eiland in de provincie Finnmark in het noorden van Noorwegen. Het ligt in de Bokfjord en maakt deel uit van de gemeente Sør-Varanger. Hoewel er nog een aantal huizen op het eiland staat is het onbewoond.